# Hawaje 5-0
Hawaje 5-0 (ang.: Hawaii Five-0, Hawaii 5-0) – amerykański serial telewizyjny nadawany przez stację CBS od 20 września 2010 roku. W Polsce nadawany na kanale Universal Channel od 26 stycznia 2011 roku oraz AXN od 12 lutego 2014 roku. Jest to remake serialu z 1968 roku zatytułowanego Hawaii Five-O którego emisję zakończono po dwunastu sezonach w 1980 roku.
W 2012 roku nastąpiła premiera dwuodcinkowego crossovera z serialem Agenci NCIS: Los Angeles, gdzie odcinek tego serialu jest kontynuacją jednego z odcinków drugiego sezonu Hawaii Five-0.
Kilka lat później nastąpiła kolejna premiera crossovera, tym razem z serialem Magnum: Detektyw z Hawajów, gdzie 12 odcinek sezonu 2 był kontynuacją sezonu 10 odcinka 12 Hawaii Five-0.
W 2017 r. Daniel Dae Kim ogłosił odejście z serialu po 7 serii z powodu braku porozumienia ws. honorarium, które w jego wypadku i w wypadku Grace Park było o kilkanaście procent niższe niż białych aktorów.

## Tytuł
Tytuł serialu nawiązuje do tytułu jego pierwowzoru – Hawaii Five-O, lecz w jego nazwie wielką literę o zastąpiono cyfrą zero.
Na polskiej stacji TV6 emitowany jest pod spolszczoną nazwą Hawaje 5-0.

## Fabuła
Serial opowiada losy specjalnego oddziału HPD, Five-0 (w niektórych tłumaczeniach: 5-0), który walczy z różnego rodzaju przestępczością na Hawajach. Oddział założono na zlecenie gubernatora Hawajów.

## Obsada
| Aktor           | Rola              |
| --------------- | ----------------- |
| Alex O’Loughlin | Steve McGarrett   |
| Scott Caan      | Danny Williams    |
| Daniel Dae Kim  | Chin Ho Kelly     |
| Grace Park      | Kono Kalakaua     |
| Masi Oka        | Max Bergman       |
| Michelle Borth  | Catherine Rollins |
| Lauren German   | Lori Weston       |
| Chi McBride     | Lou Grover        |
| Jorge Garcia    | Jerry Ortega      |

### Poboczne
- Ian Anthony Dale jako Adam Noshimuri
- Terry O’Quinn jako Joe White
- Mark Dacascos jako Wo Fat
- Larisa Oleynik jako Jenna Kaye
- Claire van der Boom jako Rachel Edwards
- Teilor Grubbs jako Grace Williams
- Jean Smart jako Pat Jameson
- Kelly Hu jako Laura Hills
- Taryn Manning jako Mary Ann McGarrett
- Will Yun Lee jako Sang Min
- James Marsters jako Victor Hesse
- Al Harrington jako Mamo Kahike
- Dennis Chun jako Duke Lukela
- Kala Alexander jako Kawika
- Richard T. Jones jako Sam Denning
- Brian Yang jako Charlie Fong
- Reiko Aylesworth jako Malia Waincroft
- David Keith jako Wade Gutches
- Tom Sizemore jako Vince Fryer
- Mark Deklin jako Stan Edwards
- Autumn Reeser jako Gabrielle Asano

### Charakterystyka
| Steve McGarrett              | Alex O’Loughlin     | Szef zespołu Five-0    | komandor porucznik  | Główny    | Główny    | Główny    | Główny    | Główny    | Główny    | Główny    | Główny    | Główny    | Główny    |           |  |
| Danny „Danno” Williams       | Scott Caan          | Członek zespołu Five-0 | detektyw            | Główny    | Główny    | Główny    | Główny    | Główny    | Główny    | Główny    | Główny    | Główny    | Główny    |           |  |
| Chin Ho Kelly                | Daniel Dae Kim      | Członek zespołu Five-0 | porucznik           | Główny    | Główny    | Główny    | Główny    | Główny    | Główny    | Główny    |           |           |           |           |  |
| Kono Kalakaua                | Grace Park          | Członek zespołu Five-0 | funkcjonariusz      | Główny    | Główny    | Główny    | Główny    | Główny    | Główny    | Główny    |           |           |           |           |  |
| Mary Ann McGarrett           | Taryn Manning       |                        | siostra Steve’a     | Okresowo  | Gościnnie | Gościnnie | Gościnnie |           | Gościnnie |           |           | Gościnnie | Gościnnie | Gościnnie |  |
| Dr Max Bergman               | Masi Oka            |                        | patolog sądowy      | Okresowo  | Główny    | Główny    | Główny    | Główny    | Główny    | Główny    |           |           | Gościnnie |           |  |
| Lori Weston                  | Lauren German       | Członek zespołu Five-0 | agentka Specjalna   |           | Gościnnie |           |           |           |           |           |           |           |           |           |  |
| Catherine „Cath/Cat” Rollins | Michelle Borth      | Członek zespołu Five-0 | łącznik z Marynarką | Okresowo  | Gościnnie | Główny    | Główny    | Gościnnie | Okresowo  | Gościnnie | Gościnnie | Gościnnie | Gościnnie |           |  |
| Lou Grover                   | Chi McBride         | Członek zespołu Five-0 | kapitan SWAT        |           |           |           | Gościnnie | Główny    | Główny    | Główny    | Główny    | Główny    | Główny    |           |  |
| Jerry Ortega                 | Jorge Garcia        | Członek zespołu Five-0 | konsultant          |           |           |           | Okresowo  | Główny    | Główny    | Główny    | Główny    | Główny    | Główny    |           |  |
| Tani Rey                     | Meagan Rath         | Członek zespołu Five-0 |                     |           |           |           |           |           |           |           | Główny    | Główny    | Główny    |           |  |
| Kamekona Tupuola             | Taylor Wily         | właściciel foodtrucka  |                     | Okresowo  | Okresowo  | Okresowo  | Okresowo  | Okresowo  | Okresowo  | Okresowo  | Główny    | Główny    | Główny    |           |  |
| Duke Lukela                  | Dennis Chun         | oficer HPD             |                     | Gościnnie | Okresowo  | Okresowo  | Okresowo  | Okresowo  | Okresowo  | Okresowo  | Główny    | Główny    | Główny    |           |  |
| Dr. Noelani Cunha            | Kimee Balmilero     | patolog sądowy         |                     |           |           |           |           |           |           | Okresowo  | Główny    | Główny    | Główny    |           |  |
| Junior Reigns                | Beulah Koale        | Członek zespołu Five-0 |                     |           |           |           |           |           |           |           | Główny    | Główny    | Główny    |           |  |
| Adam Noshimuri               | Ian Anthony Dale    | Członek zespołu Five-0 |                     |           | Okresowo  | Okresowo  | Okresowo  | Okresowo  | Okresowo  | Okresowo  | Główny    | Główny    | Główny    |           |  |
| Quinn Liu                    | Katrina Law         | Członek zespołu Five-0 | oficer              |           |           |           |           |           |           |           |           |           | Główny    |           |  |
| Grace Williams               | Teilor Grubbs       |                        |                     | Okresowo  | Okresowo  | Okresowo  | Okresowo  | Okresowo  | Okresowo  | Okresowo  |           | Gościnnie |           |           |  |
| Sang Min                     | Will Yun Lee        |                        |                     | Okresowo  | Gościnnie | Gościnnie |           | Gościnnie | Gościnnie | Gościnnie |           |           |           |           |  |
| Rachel Edwards               | Claire van der Boom |                        |                     | Okresowo  | Gościnnie |           |           | Gościnnie |           | Gościnnie | Gościnnie | Gościnnie |           |           |  |
| Wo Fat                       | Mark Dacascos       |                        |                     | Okresowo  | Okresowo  | Okresowo  | Gościnnie | Gościnnie |           |           |           | Gościnnie |           |           |  |
| Jenna Kaye                   | Larisa Oleynik      |                        |                     | Okresowo  | Okresowo  |           |           | Gościnnie |           |           |           |           |           |           |  |